# Вулиця Праслов'янська (Черкаси)
Вулиця Праслов'я́нська — одна з вулиць у місті Черкаси. Знаходиться у мікрорайоні Дахнівка.

## Розташування
Вулиця простягається від Дахнівської на північний схід до вулиці Набережної. На початку вулиця проходить через лісовий масив Черкаського бору і проїзд автомобілям по цій ділянці закритий. вулицю перетинають вулиці Підгірна та Павла Тичини, примикають дві відокремлені ділянки вулиці Сержанта Волкова.

## Опис
Вулиця неширока та асфальтована, окрім початку забудована приватними будинками.

## Історія
До 1983 року вулиця мала назву на честь російського та радянського письменника Максима Горького, а після приєднання села Дахнівка до міста Черкаси була перейменована на честь радянського діяча Павла Постишева. 22 лютого 2016 року в процесі декомунізації вулиця була перейменована на згадку про давньослов'янське Василицьке городище, що раніше знаходилося в цьому районі.